# Барон Катто
Барон Катто з Кернкатто в графстві Абердиншир — спадковий титул в системі Перства Сполученого Королівства. Він був створений 24 лютого 1936 року для бізнесмена, банкіра та державного службовця, сера Томаса Катто, 1-го баронета (1879—1959). 5 липня 1921 рік для нього вже був створений титул баронета з Пітергеда. Він керував Банком Англії в 1944 — 1949 роках. Станом на 2010 рік носієм титулу був його онук, 3-й барон Катто (нар. 1950), який замінив свого батька в 2001 році.

## Барони Катто
| Ім'я                                                    | Роки правління   | Титул                              | Примітки                                   |
| ------------------------------------------------------- | ---------------- | ---------------------------------- | ------------------------------------------ |
| Томас Сайврайт Катті (15 березня 1879 — 23 серпня 1959) | 1936 — 1959      | 1-й барон Катто                    | Син Вільяма та Ізабелли Катто              |
| Стівен Гордон Катті (14 січня 1923 — 3 вересня 2001)    | 1959 — 2001      | 2-й барон Катто                    | Єдиний син попереднього                    |
| Іннес Гордон Катті (нар. 7 серпня 1950)                 | 2001 — даний час | 3-й барон Катто                    | Старший син попереднього від першого шлюбу |
| Олександр Гордон Катто (нар. 22 червня 1952)            |                  | Спадкоємець титулу, вельмишановний | Молодший брат попереднього                 |